# Chiesa di Santa Maria Maggiore (Gioia del Colle)
La chiesa di Santa Maria Maggiore è la parrocchiale di Gioia del Colle, in città metropolitana di Bari e arcidiocesi di Bari-Bitonto; fa parte dell'VIII vicariato.

## Storia
Il primo luogo di culto di Gioia, dedicato a san Marco, sorse, secondo le ricostruzioni dell'arciprete Paolo Catucci (XVIII secolo), nel 506.
Nell'XI secolo venne costruita una nuova chiesa per volere del conte Riccardo Siniscalco; si trattava di un edificio a tre navate dedicato a san Pietro e dotato di due campanili.
Nel 1764 questo luogo di culto, che versava in pessime condizioni e poi fu pure rovinato da un incendio, venne demolito, anche in considerazione del fatto che era insufficiente a soddisfare le esigenze dei fedeli, e iniziarono subito i lavori di costruzione della nuova parrocchiale barocca, disegnata da Pasquale Margoleo.
L'evento sismico del 1857 arrecò vari danni alla struttura, i quali furono poi sanati con un intervento di ripristino conclusosi l'anno successivo; nel 1893 fu completata la facciata.
Il 23 febbraio 1942 il campanile crollò e, cadendo, distrusse anche il braccio destro del transetto; quest'ultimo venne riedificato nel 1949, mentre la torre fu ricostruita nel 1965.
L'adeguamento liturgico secondo le norme postconciliari venne condotto nel 1970, per poi essere perfezionato nel 2010.

## Descrizione

### Esterno
La barocca facciata a capanna della chiesa, rivolta a occidente, è suddivisa da una cornice marcapiano in due registri, entrambi scanditi da quattro lesene; quello inferiore presenta centralmente il portale d'ingresso affiancato dalle statue di San Filippo Neri e della Vergine col Bambino poste in due nicchie, mentre quello superiore, abbellito dal coronamento mistilineo, è caratterizzato da un'ampia finestra bilobata.
Annesso alla parrocchiale è il campanile a pianta quadrata, suddiviso in più registri da cornici marcapiano; la cella presenta su ogni lato una monofora ed è coperta dalla cupoletta poggiante sul tamburo.

### Interno
L'interno dell'edificio si compone di un'unica navata, sulla quale si affacciano i bracci del transetto e le cappelle laterali, introdotte da archi a tutto sesto, e le cui pareti sono scandite da lesene, poggianti su alti zoccoli e sorreggenti la trabeazione modanata e aggettante sopra la quale si impostano le volte; al termine dell'aula si sviluppa il presbiterio, rialzato di alcuni gradini e chiuso dall'abside, nella quale trova posto il coro ligneo.
Qui sono conservate diverse opere di pregio, tra le quali la pala con soggetto San Francesco da Paola in gloria, eseguita nel 1821 da Saverio Calò, la tela con la Madonna del Carmine con il Bambino, realizzata nel 1797 da Paolo Lanari, e gli affreschi raffiguranti Scene della vita di Maria.